# バイオリンムシ
バイオリンムシ（提琴虫）は、オサムシ科に属する昆虫である。ウチワムシ（団扇虫）とも呼ばれる。

## 形状
体長が10cm、横幅5cmにもなる大型の甲虫、しかし体の厚さは5mmぐらいである。これにより木の隙間に身を潜ませることが出来る。オトシブミのような長い頭部を持ち触角は頭の半分くらいの長さ、また脚も長い。前翅はさらに周辺に茶色の翼状構造を発達させている。
羽が異形で飛行能力はないように見えるが、飛べる。
「バイオリンムシ」および「ウチワムシ」という和名の由来は、特異な外見がバイオリンや団扇に似ていることから。昆虫写真家の海野和男によって命名された。英名であるViolin Beetle、Fiddle Beetle、Guitar beetleも外見をリュート属の弦楽器に見立てたことに由来した名称である。

## 生態
成虫幼虫共に熱帯雨林に生えるサルノコシカケを穴を開けながら食べ、そこに潜み、サルノコシカケにやってくる虫も捕食している。
また、危険を察知すると尻からアンモニア臭のする毒液を噴射する。

## 人間とのかかわり
見た目が奇妙なため19世紀、パリの博物館はおよそ1,000フランもの大金を投じてこれの標本を購入した。

## 生息地
インドネシア、マレーシアの熱帯雨林

## 分類
3亜種に分けられる。
- Mormolyce phyllodes phyllodes - 基亜種
- Mormolyce phyllodes borneensis Gestro, 1875 — ボルネオ島
- Mormolyce phyllodes engeli Lieftinck & Wiebes, 1968

バイオリンムシ属には他に4種が所属する。
- Mormolyce castelnaudi Deyrolle, 1862 — マレーシア, タイ
- Mormolyce hagenbachi Westwood, 1862 — マレーシア
- Mormolyce quadraticollis Donckier, 1899
- Mormolyce tridens Andrewes, 1941